# 1974 en fantasy
| Années de la fantasy : 1971 - 1972 - 1973 - 1974 - 1975 - 1976 - 1977    |
| Décennies de la fantasy : 1940 - 1950 - 1960 - 1970 - 1980 - 1990 - 2000 |

L'année 1974 a été marquée, en matière de fantasy, par les événements suivants.

## Prix de fantasy

### Grand prix de l'imaginaire
- Création du Grand prix de l'Imaginaire

## Romans - Recueils de nouvelles ou anthologies - Nouvelles
- L'Album de Bilbo le Hobbit (Bilbo's Last Song (at the Grey Havens)), poème de J. R. R. Tolkien ;
- Amandine Malabul, sorcière maladroite (The Worst Witch), roman de Jill Murphy ;
- L'Épée enchantée (The Spell Sword), roman du Cycle de Ténébreuse, écrit par Marion Zimmer Bradley ;
- Hadon, fils de l'antique Opar (Hadon of Ancient Opar), roman de Philip José Farmer.

## Revues ou magazines
- Fondation de la maison d'édition Orbit ;
- The Savage Sword of Conan, magazine de bande dessinée en noir et blanc, publié aux États-Unis par Curtis Magazines (un label de Marvel Comics) puis directement par Marvel.